# Vuelta a España 1991
La Vuelta a España 1991, quarantaseiesima edizione della corsa, si svolse in ventuno tappe, dal 29 aprile al 19 maggio 1991, per un percorso totale di 3 213 km. La vittoria fu appannaggio dello spagnolo Melchor Mauri che terminò la gara in 82h48'07" alla media di 38,797 km/h, il quale precedette i connazionali Miguel Indurain e Marino Lejarreta.
Partenza della prima tappa a Mérida con 198 ciclisti, di cui 114 tagliarono il traguardo di Madrid.

## Tappe
| Tappa  | Data      | Percorso                                  | km    | Vincitore di tappa   | Leader cl. generale  |
| ------ | --------- | ----------------------------------------- | ----- | -------------------- | -------------------- |
| Prol.  | 29 aprile | Mérida (Cron. a tre)                      | 8,8   | Melchor Mauri        | Melchor Mauri        |
| 1ª-1ª  | 30 aprile | Mérida > Cáceres                          | 134,5 | Michel Zanoli        | Anselmo Fuerte       |
| 1ª-2ª  | 30 aprile | Montijo > Badajoz (Cron. a squadre)       | 40,4  | ONCE                 | Anselmo Fuerte       |
| 2ª     | 1º maggio | Badajoz > Siviglia                        | 233,2 | Jesper Skibby        | Herminio Díaz Zabala |
| 3ª     | 2 maggio  | Siviglia > Jaén                           | 292   | Jesús Cruz Martín    | Melchor Mauri        |
| 4ª     | 3 maggio  | Linares > Albacete                        | 227,8 | Uwe Raab             | Melchor Mauri        |
| 5ª     | 4 maggio  | Albacete > Valencia                       | 236,5 | Jean-Paul van Poppel | Melchor Mauri        |
| 6ª     | 5 maggio  | Palma di Maiorca                          | 188   | Jesper Skibby        | Melchor Mauri        |
| 7ª     | 6 maggio  | Cala d'Or > Cala d'Or (Cron. individuale) | 47    | Melchor Mauri        | Melchor Mauri        |
| 8ª     | 7 maggio  | Sant Cugat del Vallès > Lloret de Mar     | 140   | Jean-Paul van Poppel | Melchor Mauri        |
| 9ª     | 8 maggio  | Lloret de Mar> Andorra (AND)              | 229   | Guido Bontempi       | Melchor Mauri        |
| 10ª    | 9 maggio  | Andorra (AND) > Pla de Beret              | -     | Annullata            | Melchor Mauri        |
| 11ª    | 10 maggio | Bossòst > Cerler                          | 111   | Ivan Ivanov          | Melchor Mauri        |
| 12ª    | 11 maggio | Benasque > Saragozza                      | 219   | Jean-Paul van Poppel | Melchor Mauri        |
| 13ª    | 12 maggio | Ezcaray > Valdezcaray (Cron. individuale) | 24,1  | Fabio Parra          | Melchor Mauri        |
| 14ª    | 13 maggio | Santo Domingo de la Calzada > Santander   | 219,5 | Guido Bontempi       | Melchor Mauri        |
| 15ª    | 14 maggio | Santander > Lagos de Covadonga            | 186,6 | Luis Herrera         | Melchor Mauri        |
| 16ª    | 15 maggio | Cangas de Onís > Alto del Naranco         | 152   | Laudelino Cubino     | Melchor Mauri        |
| 17ª    | 16 maggio | León > Valladolid                         | 137,5 | Antonio Miguel Díaz  | Melchor Mauri        |
| 18ª    | 17 maggio | Valladolid (Cron. individuale)            | 53,2  | Melchor Mauri        | Melchor Mauri        |
| 19ª    | 18 maggio | Palazuelos de Eresma (Destilerías Dyc)    | 212,7 | Jesús Montoya        | Melchor Mauri        |
| 20ª    | 19 maggio | Collado Villalba > Madrid                 | 169,6 | Jean-Paul van Poppel | Melchor Mauri        |
| Totale | Totale    | Totale                                    | 3 213 |                      |                      |

## Squadre e corridori partecipanti
Le 22 squadre partecipanti alla gara furono:
| N.      | Cod. | Squadra                 |
| ------- | ---- | ----------------------- |
| 1-9     | GAT  | Chateau d'Ax-Gatorade   |
| 11-19   | BAN  | Banesto                 |
| 21-29   | BUC  | Buckler-Colnago-Decca   |
| 31-39   | CAR  | Carrera-Vagabond        |
| 41-49   | CLA  | CLAS-Cajastur           |
| 51-59   | FES  | Lotus-Festina           |
| 61-69   | PAN  | Panasonic-Sportlife     |
| 71-79   | PAT  | Paternina-Don Zoilo     |
| 81-89   | PDM  | PDM-Concorde            |
| 91-99   | TEL  | Telekom-Mercedes-Merckx |
| 101-109 | TUL  | Tulip Computers         |

| N.      | Cod. | Squadra          |
| ------- | ---- | ---------------- |
| 111-119 | TVM  | TVM-Sanyo        |
| 121-129 | AMA  | Amaya Seguros    |
| 131-139 | ART  | Artiach-Royal    |
| 141-149 | KEL  | Kelme-Ibexpress  |
| 151-159 | MAV  | Puertas Mavisa   |
| 161-169 | ONC  | ONCE             |
| 171-179 | SEU  | Seur             |
| 181-189 | WIG  | Wigarma          |
| 191-199 | RMO  | R.M.O.           |
| 201-209 | RYA  | Ryalcao-Postobón |
| 201-219 | SIC  | Sicasal-Acral    |

## Classifiche finali

### Classifica generale - Maglia oro
| Pos. | Corridore            | Squadra       | Tempo     |
| ---- | -------------------- | ------------- | --------- |
| 1    | Melchor Mauri        | ONCE          | 82h48'07" |
| 2    | Miguel Indurain      | Banesto       | a 2'52"   |
| 3    | Marino Lejarreta     | ONCE          | a 3'11"   |
| 4    | Federico Echave      | Clas          | a 3'54"   |
| 5    | Fabio Parra          | Amaya Seguros | a 5'38"   |
| 6    | Pello Ruiz Cabestany | Clas          | a 6'50"   |
| 7    | Raúl Alcalá          | PDM-Concorde  | a 6'57"   |
| 8    | Pëtr Ugrjumov        | Seur          | a 10'43"  |
| 9    | Steven Rooks         | Buckler       | a 12'09"  |
| 10   | Oliverio Rincón      | Kelme         | a 12'11"  |

### Classifica a punti - Maglia azzurra
| Pos. | Corridore            | Squadra      | Punti |
| ---- | -------------------- | ------------ | ----- |
| 1    | Uwe Raab             | PDM-Concorde | 169   |
| 2    | Melchor Mauri        | ONCE         | 134   |
| 3    | Jean-Paul van Poppel | PDM-Concorde | 116   |

### Classifica scalatori - Maglia verde
| Pos. | Corridore        | Squadra       | Punti |
| ---- | ---------------- | ------------- | ----- |
| 1    | Luis Herrera     | Ryalcao       | 157   |
| 2    | Marino Lejarreta | ONCE          | 87    |
| 3    | Fabio Parra      | Amaya Seguros | 69    |

### Classifica sprint - Maglia bianca
| Pos. | Corridore       | Squadra       | Punti |
| ---- | --------------- | ------------- | ----- |
| 1    | Acácio da Silva | Lotus-Festina |       |

### Classifica TV - Maglia rossa
| Pos. | Corridore             | Squadra        | Punti |
| ---- | --------------------- | -------------- | ----- |
| 1    | Miquel Àngel Iglesias | Puertas Mavisa | 18    |

### Classifica a squadre
| Pos. | Squadra | Tempo      |
| ---- | ------- | ---------- |
| 1    | ONCE    | 248h36'35" |